# Egialeo (estratego)
Egialeo fue uno de los strategos de la Liga Aquea. Sobre la fecha en la que sirvió, únicamente se sabe que estuvo comprendida entre 244 a. C. y 235 a. C.